# Current Opinion in Psychiatry
Current Opinion in Psychiatry (skrót: Curr Opin Psychiatry) – amerykańskie czasopismo naukowe specjalizujące się w publikowaniu artykułów przeglądowych z psychiatrii; wydawane od 1988 roku. Dwumiesięcznik.
Zaproszeni autorzy prezentują w tym czasopiśmie najważniejsze osiągnięcia w danym obszarze psychiatrii z ostatniego okresu. Regularnie omawiane są takie zagadnienia jak: schizofrenia, zaburzenia nastroju, zaburzenia osobowości i nerwicowe, psychiatria społeczna, środowiskowa i zdrowia publicznego, zaburzenia związane z uzależnieniami, psychiatria dzieci i młodzieży, psychiatria geriatryczna, upośledzenie umysłowe, historia i filozofia psychiatrii, psychiatria sądowa oraz medycyna behawioralna. Każde wydanie zawiera sekcję Current World Literature z bibliografią najważniejszych prac, które ostatnio ukazały się w czołowych czasopismach psychiatrycznych.
Redaktorami naczelnymi (ang. editors-in-chief) czasopisma są Norman Sartorius oraz David J. Kupfer. Kwestie wydawniczo-techniczne tytułu leżą w gestii Lippincott, Williams & Wilkins (LWW), które wydaje także inne czasopisma (dwumiesięczniki) naukowe poświęcone różnym dziedzinom medycyny (ang. LWW Journals – Current Opinion Series), np. „Current Opinion in Cardiology”, „Current Opinion in Neurology” czy „Current Opinion in Ophthalmology”.
Pismo ma współczynnik wpływu impact factor (IF) wynoszący 4,266 (2017) oraz wskaźnik Hirscha równy 75 (2017). W międzynarodowym rankingu SCImago Journal Rank (SJR) mierzącym znaczenie i prestiż poszczególnych czasopism naukowych „Current Opinion in Psychiatry” zostało w 2017 sklasyfikowane na 57. miejscu wśród czasopism z dziedziny psychiatrii i zdrowia psychicznego.
W polskich wykazach czasopism punktowanych przez Ministerstwo Nauki i Szkolnictwa Wyższego publikacja w tym czasopiśmie otrzymywała w latach 2013–2016 po 35 punktów.